# Paul Beintker
Paul Richard Karl Beintker (* 27. Juli 1889 in Anklam; † nach 1938) war ein deutscher nationalsozialistischer Funktionär. 

## Biografie
Beintker war der Sohn des Professors Eduard Beintker (1853–1926) und dessen Ehefrau Pauline geborene Haase. Nach dem Besuch des Gymnasiums in Anklam ging er an die Kriegsschule Anklam, wo er zum Fähnrich ernannt wurde. Danach studierte er Volkswirtschaft und Geschichte. Er erhielt eine politische Ausbildung bei der Nationalliberalen Partei und wurde Parteisekretär und Schriftleiter in Elbing. Später wechselte er in das Berliner Büro der Leipziger Neuesten Nachrichten und war bei einem Zeitungskonzern als selbständiger Kaufmann tätig.
Seit 1930 engagierte er sich in der NSDAP als Gau- und später als Reichsredner und trat der Partei zum 1. Oktober 1930 bei (Mitgliedsnummer 429.051). Er war ab 1932 Referent im Arbeitsdienst bei der NSDAP-Reichsleitung und Oberstfeldmeister im Aufklärungs- und Presseamt. Beintker verfasste mehrere Schriften, die als Lektüre in der Arbeitsdienstausbildung eingesetzt wurden. 1935 wurde er vom Arbeitsführer im Nationalsozialistischen Arbeitsdienst zum Oberarbeitsführer im Reichsarbeitsdienst ernannt. Im darauffolgenden Jahr wurde er Oberarbeitsführer und Führer der RAD-Gruppe 132 Drömling in Klötze. Als solcher gab er den Führer-Kalender für den Reichsarbeitsdienst 1937 heraus. Ende Januar 1938 schied er aus dem Reichsarbeitsdienst aus.

## Familie
Beintker heiratete 1915 Gertrud geborene Engelke. Aus der Ehe gingen zwei Töchter und der Sohn Horst Beintker, später Theologe in Jena, hervor.

## Schriften (Auswahl)
- Taschen-Kalender für den deutschen Arbeitsdienst. Berlin 1933.
- mit Hermann Kretzschmann und Hans Reichardt im Auftrag der Reichsleitung des Arbeitsdienstes (Hrsg.): Du für mich und ich für dich! Ein Wegweiser zur Persönlichkeitserziehung der deutschen Arbeitsdienstwilligen. Armanen-Verlag, Leipzig 1934.
- Der deutsche Arbeitsdienst in Frage und Antwort. Aus Gesprächen und Unterhaltungen mit In- und Ausländern zusammengestellt. Armanen-Verlag, Leipzig 1934.
- mit Hans Wilhelm Scheidt: Nachwuchs. Allerlei Scherz und Humor aus dem Arbeitsdienst. Metzner, Berlin [1934].
- Führer-Kalender für den Reichsarbeitsdienst 1937, Hollerbaum & Schmidt, Berlin 1936.